# جبل القهر
جبل القهر ويسمى قديماً جبل زهوان يقع عليه مركز جبل القهر، ويقع في محافظة الريث شرقي منطقة جازان الواقعة جنوب غرب السعودية. حيث يعتبر جبل زهوان من المعالم والشواهد المميزة في بلاد خولان بن عامر السعودية.

## التسمية
سمي جبل القهر بهذا الاسم أثناء وقوع حرب القهر ومن ثم أطلق عليه هذا الاسم ولكنه لا يزال يعرف بجبل زهوان. يقع في محافظة الريث حيث تحده من الشرق مجموعة من الجبال والأودية التي تفصل بينه وبين محافظة الفرشة التابعة لظهران الجنوب الواقعة في منطقة عسير، ومن الغرب تحده عدد من الأودية التي ترفد وادي بيش وجبل القهرة «المائدة»، ومن الشمال يحده وادي بيش بروافده، أما من الجنوب فيحده الجبل الأسود.

## الجيولوجيا
يقع على ارتفاع 2100 م فوق مستوى سطح البحر، وتتميز جبال القهر بخصائصها الجيولوجية الفريدة؛  إذ يتكشف متكون الوجيد الرملي من العصرين الكامبري والأردوفيشي، وقد ترسب في المنطقة في الفترة ما بين 500 و450 مليون سنة. كما يتكشف متكونا خمس وحنيفة وهما من العصر الجوراسي، ويتميزان بسحنة رملية قارية وجيرية بحرية. يحتوي متكون حنيفة على بقايا أحافير أصداف بحرية، وآثار حركة ونشاط لحيوانات بحرية رخوية تحورت، وتصلبت جحورها عبر عشرات الملايين من السنين، وذلك حسب ما وصل إليه فريق من هيئة المساحة الجيولوجية السعودية ممثلة بقسم الأحافير. ويعتبر من أشد جبال المملكة وعورة، حيث توجد به انكسارات حادة وسفوح عالية منيعة وأخاديد سحيقة وأطول هذه الأخاديد أخدود وادي لجب، ويحيط بالجبل سفح وحافة شاهقة من جميع جهاته، الأمر الذي يجعل الصعود إليه غاية في الصعوبة